# Station Angoulins-sur-Mer
Station Angoulins-sur-Mer is een spoorweghalte in de gemeente Angoulins in het Franse departement Charente-Maritime.